# Hydromys shawmayeri
Baiyankamys shawmayeri es una especie de roedor de la familia Muridae.

## Distribución geográfica
Se encuentra en las montañas de Papúa Nueva Guinea.